# 日本基督教団鹿児島加治屋町教会

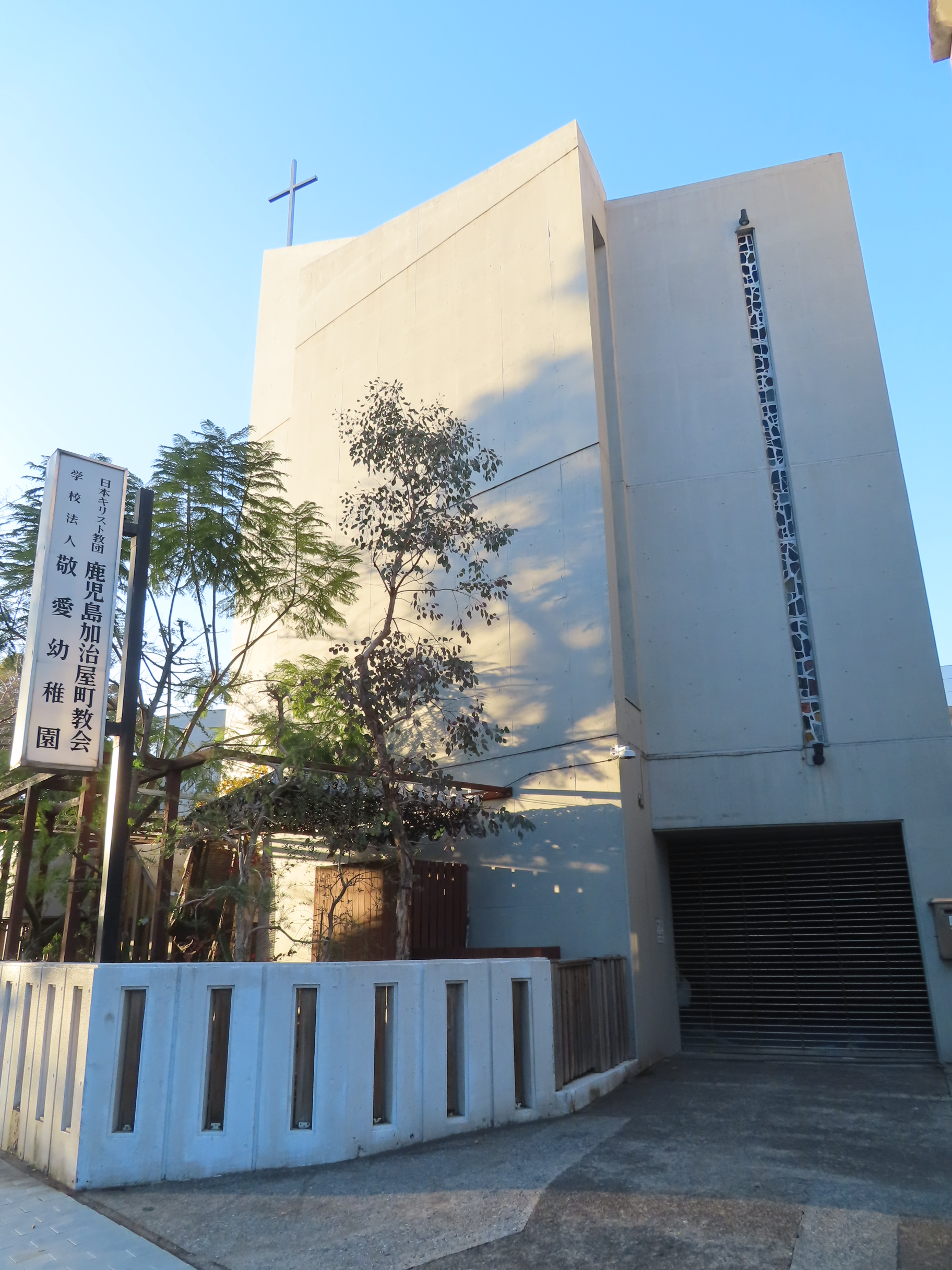
外観（2024年12月）

鹿児島加治屋町教会（かごしまかじやちょうきょうかい）は、鹿児島県鹿児島市加治屋町にあるメソジスト系の日本基督教団の教会である。

## 沿革
1877年アメリカ・メソジスト教会デヴィソンから派遣された飛鳥賢次郎が山下町の借家を会堂兼牧師館として伝道したのが始まりである。デヴィソンが長崎から訪れた。45名に洗礼を授け、鹿児島美以教会が設立された。
1899年台風で会堂が倒壊し、1900年に木造二階建牧師館付会堂を建築する。1907年メソジスト3派が合同し日本メソヂスト教会ができると、日本メソヂスト鹿児島中央教会と改名する。
1925年ころに鉄筋コンクリート2階建の会堂を建設、1941年の日本基督教団成立以降は、鹿児島城南教会になった。1945年空襲で会堂は焼失し、戦後に再建される。
1976年加治屋町に新会堂・牧師館・敬愛幼稚園を新築移転する。1981年に礼拝堂にパイプオルガンを設置する。1985年鹿児島加治屋町教会へと改称する。

## 歴代牧師
- 飛鳥賢次郎
- 谷川素雅
- 高原安太郎
- 中山忠恕
- 川瀬小太郎(1891年)
- 古坂啓之助
- 栗村左衛八
- 松本総吾
- 木原外七